# Andrea Ruiz
Andrea Ruiz es una profesora y diputada provincial en Santiago del Estero en Argentina, elegida en octubre de 2013.
Es miembro del Partido Obrero y fue elegida como candidata del Frente de Izquierda y de Trabajadores - Unidad.
 Ruiz compartió responsabilidades de supervisión bancaria en la legislatura provincial con Anisa Favoretti. Durante su trayectoria como docente impartió clases de historia en su localidad.
En 2016 organizó un evento local de «Ni una menos» en Santiago del Estero para crear conciencia sobre la violencia de género.